# Parker 51
La Parker 51 es una pluma estilográfica que se presentó por primera vez en 1941, Parker la comercializó como la pluma más buscada del mundo, un eslogan que aludía a las restricciones a la producción de bienes de consumo para los mercados civiles en los Estados Unidos durante la Segunda Guerra Mundial. La publicidad continua durante la guerra creó una demanda económica que tardó varios años en satisfacerse tras el final del conflicto bélico.
Tanto la pluma como la tinta recibieron el nombre de "51" para conmemorar el 51.er aniversario de la empresa en 1939, cuando se completó el desarrollo de la pluma. Al darle un número en lugar de un nombre, Parker evitó el problema de traducir un nombre a otros idiomas.

## Comienzo de la producción y primeros años
La Parker 51, fue lanzada por la Parker Pen Company en 1941. La denominación se debe a que su desarrolló se terminó en 1939, cuando se cumplían 51 años de la fundación de la compañía.
Su éxito de ventas fue fulgurante (llegando a vender en toda su historia cerca de 40 millones de copias) debido en buena medida al carácter innovador de su diseño. Éste buscaba lograr un instrumento de escritura práctico, con una línea muy elegante, moderna y claramente reconocible. Su perfil curvilíneo y estilizado, unido a los adelantos tecnológicos que introdujo: plumín carenado y carga aerométrica, la convirtieron en un símbolo de éxito social (era una pluma de gama alta con su plumín de oro de 14 k) y progreso tecnológico.
Durante los primeros años se utilizó un sistema de carga ya existente: el vacumático, que accionaba el saco de carga con un pistón situado en la parte superior de la pluma. 
No tardo mucho tiempo en convertirse en el modelo de lo que una pluma moderna y con clase debía ser. Su diseño ha sido copiado hasta la saciedad por marcas de todos los países, no obstante, su reinado en el mercado no se vio afectado.

## Características
Las diferentes versiones fueron introduciendo cambios que no siempre fueron del agrado del público. No obstante, las características más valoradas, que se asocian generalmente a este modelo son:
- Plumín carenado de geometría tubular.
- Cuerpo de material acrílico (lucita).
- Sistema de carga aerométrico.
- Capuchón de cerrado por presión.

## Evolución
Se realizaron cuatro grandes versiones: La MkI (1941-1948) que corresponde a la carga vacumática, MkII (1949-1969) donde se introduce la carga aerométrica y se disparan las ventas, las MkIII y MkIV (1970-1975), con pequeños cambios estéticos.
A su vez, se producen multitud de modelos con pequeñas diferencias de diseño: color o material del barril, cambios en la joya del clip o de la corona de la tapa, clips de diferentes longitudes o truncado del característico cuerpo ahusado.
El cambio más decisivo fue el introducir el sistema de carga aerométrico: más sencillo en cuanto a su uso y mantenimiento. El saco se presiona con una pestaña que lo acciona directamente de forma que, tras 4 o 5 pulsaciones, se consigue una carga completa.
El modelo clásico se fue dejando de fabricar por países a lo largo de los años 70, aunque la producción en ciertas factorías, como las de Argentina, continuó hasta entrados los años 80.
En 2002 se lanzó un modelo "inspirado" en el diseño clásico: la Parker 51 Edición Especial, que no gozó de gran acogida debido a carencias en el diseño.
En el 2021 se ha recuperado el espíritu del modelo clásico con una edición renovada la Parker 51 edición 2021 que introduce novedades con respecto a la original como:
- Plumín no tubular.
- Carga mediante cartucho.
- Capuchón con cierre de rosca.

## Coleccionismo
La Parker 51 "clásica" sigue siendo una de las piezas más valoradas por los aficionados y coleccionistas, debido a su calidad (es fácil encontrar modelos en perfecto estado de uso), su prestigio y a la inmensa variedad de terminaciones.